# Cristina Mercedes Panfet Valdés
Dra. Profª. Cristina Mercedes Panfet Valdés ( 1957-2023) fue una botánica cubana especialista en plantas carnívoras y otros grupos. En 1978, obtuvo su licenciatura en Ciencias Biológicas, en la Universidad de La Habana, y un M.Sc. en Botánica y Sistemática de Plantas Superiores; en 2002 su doctorado. Ha realizado expediciones botánicas por la isla.
Desarrolló actividades académicas en el Jardín Botánico Nacional de Cuba y en la Facultad de Biología de la Universidad de La Habana. y en Angola. Realizó estudios taxonómicos en Clusiaceae, Droseraceae, Hypericaceae, y Lentibulariaceae de Cuba; y estudios florísticos; fue curadora de la colección al aire libre de plantas amenazadas del Jardín Botánico Nacional de Cuba; y trabajó en el herbario (HAJB).

## Algunas publicaciones
- Dasmiliá Cruz, Yoannis Domínguez, Cristina mercedes Panfet Valdés, Vitor Fernandes Oliveira de Miranda, Eduardo Custódio Gasparino. 2018. "Pollen morphology of selected species of Lentibulariaceae Rich. from Western Cuba based on light microscopy and its taxonomic implications. Phytotaxa, volumen 350 Nº. 2

- Yoannis Domínguez, Cristina mercedes Panfet Valdés, Vitor Fernandes Oliveira de Miranda. 2017. "Typification of names in the genus Pinguicula L. (Lentibulariaceae). Phytotaxa, volumen 312 Nº. 2

- Yoannis Domínguez, Saura Rodigues da Silva, Cristina mercedes Panfet Valdés, Vitor Fernandes Oliveira de Miranda. 2014. "Inter- and intra-specific diversity of Cuban Pinguicula (Lentibulariaceae) based on morphometric analyses and its relation with geographical distribution". Plant Ecology & Diversity, volumen 7 Nº. 4

- o. Alomá Moreno, cristina mercedes Panfet Valdés. 2011. Estado de conservación del género Encyclia en Guamuhaya y su conservación en el Jardín Botánico de Cienfuegos-Jardín Macradenia Encyclia Orchidaceae. Bissea, volumen 5 Nº. 2 junio/2011 Versión digital: ISSN 1998-4197artículo en inglés ISSN 1999-2637

- cristina mercedes Panfet Valdés, r. Rankin Rodríguez, r. Berazain Iturralde]], r. Oviedo Prieto. 1986. (1987). Notas sobre la flora y vegetación de la zona de Yamanigüey, Moa, Provincia de Holguín [Cuba]. Rev. Jard. Botánico Nacional (La Habana, Cuba 7 (2): 79-96

### Capítulos de libros
- cristina mercedes Panfet Valdés. 2024. Lentibulariaceae. En: Catálogo de las Plantas de Cuba. Planta! –

Plantlife Conservation Society, Vancouver. 
- cristina mercedes Panfet Valdés. 2007. Myrsinaceae. En: Libro rojo de la flora vascular de la Provincia de Pinar del Río. 457 pp. ISBN 849717061X en línea

## Honores
Miembro de
- Sociedad Cubana de Botánica, secretaria de Junta Directiva
- “Cuba Plant Specialist Group”, Species Survival Commission, World Conservation Union
- Miembro de la Sociedad Latinoamericana de Botánica
- ONG Pro-Naturaleza
- Grupo de Especialistas para la Conservación de las Plantas Carnívoras de la UICN. Kew, Inglaterra
- Grupo de Especialistas en Plantas Cubanas de SSC/IUCN (2003- presente)

- La abreviatura «Panfet» se emplea para indicar a Cristina Mercedes Panfet Valdés como autoridad en la descripción y clasificación científica de los vegetales.[4]